# バトル川

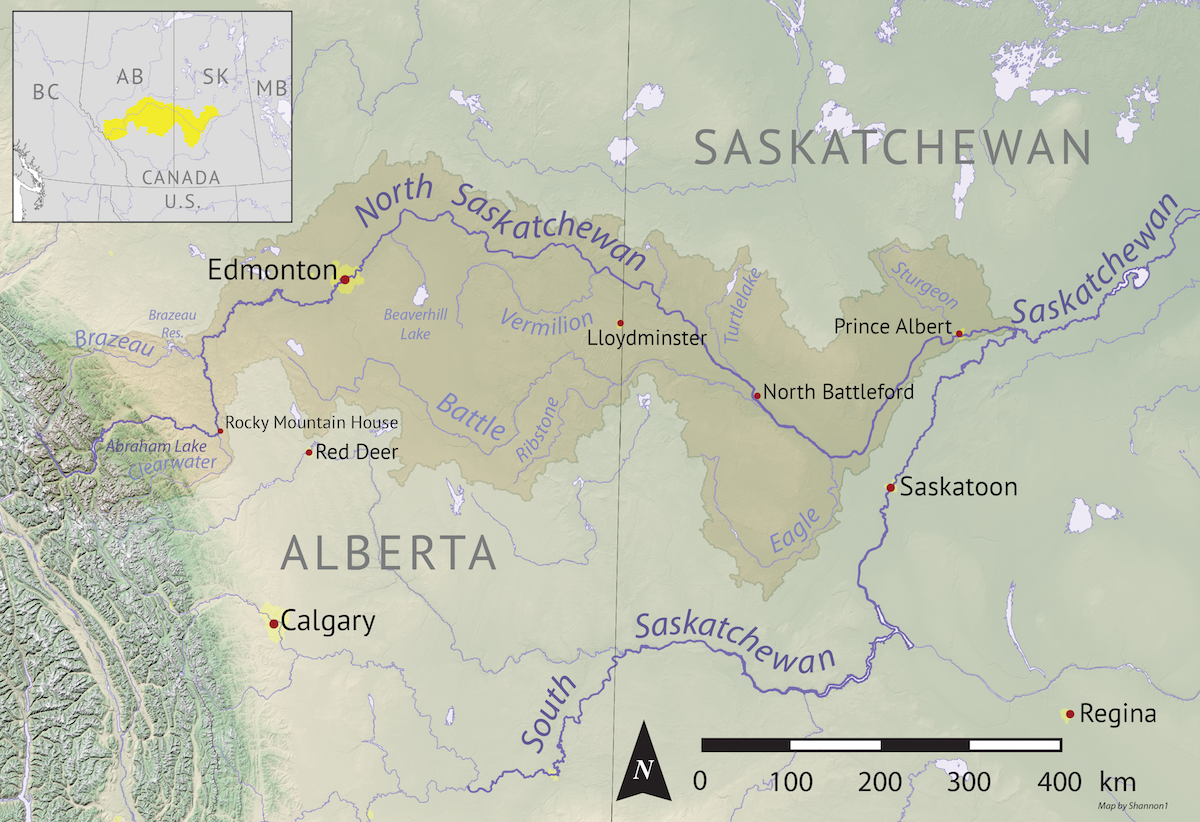
ノースサスカチュワン川流域。バトル川も記載。

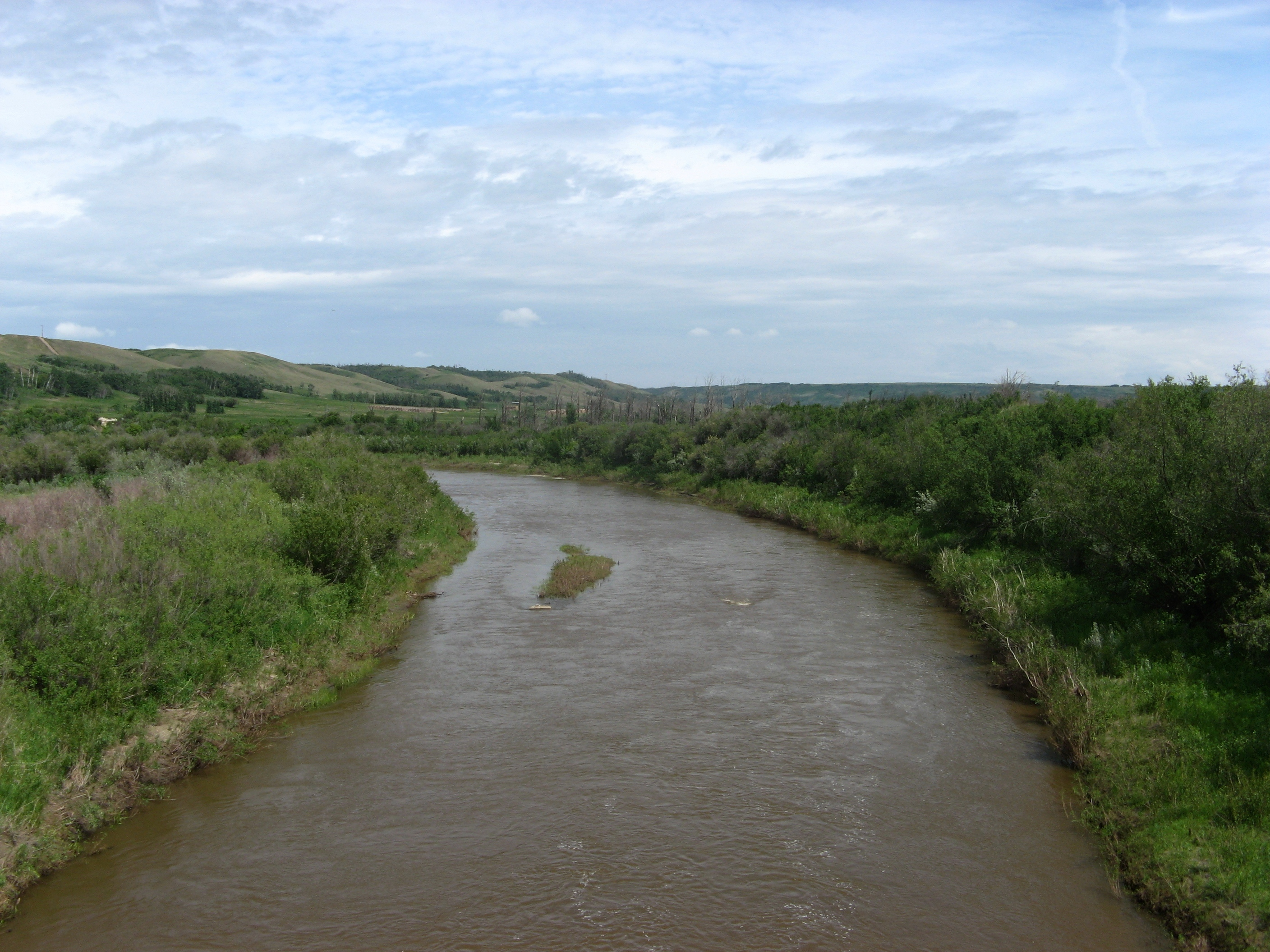
バトル川

バトル川（バトルがわ）はカナダのアルバータ州およびサスカチュワン州を流れるネルソン川水系の川で、ノースサスカチュワン川の支流。
長さ570km、流域面積30,300km2である。
水源はアルバータ州ウィンフィールド東のバトル湖である。川は蛇行しながら東へ流れ、サスカチュワン州バトルフォードでノースサスカチュワン川に合流する。途中ポノカを通り、ハーディスティ、ファビアン付近を通過。また、フォレストバーグの約15km南西では、バトル川南岸に接してビッグナイフ州立公園がある。